# Eurofest 2016
Eurofest 2016 fue la final nacional que se realizó para elegir al representante de Bielorrusia para el Festival de la Canción de Eurovisión 2016 a celebrarse en Estocolmo, Suecia.
La gran final del Eurofest 2016 ha sido presentada por TEO, representante bielorruso en Copenhague 2014, y su mujer Olga Ryzhikova desde los 600 Metres Studios de Minsk a partir de las 20:00 CET el día 22 de enero de 2016.
El televoto, en exclusiva, fue el encargado de decidir al ganador en una reñida votación principalmente entre My universe de Napoli y Help you fly de Ivan, dando la victoria a este último.

## Las diez canciones candidatas
| Num | Artista                | Canción            |
| --- | ---------------------- | ------------------ |
| 1   | Aleksey Gross          | Flame              |
| 2   | Sasha Zakharik         | Glory night        |
| 3   | Valeria Sadovskaya     | Not alone          |
| 4   | Radiovolna             | Radiowave          |
| 5   | The EM                 | Turn around        |
| 6   | Navi                   | Gyeta zyamlya      |
| 7   | Ivan                   | Help you fly       |
| 8   | Anastasia Malashkevich | Pray for love      |
| 9   | Kirill Yermakov        | Running to the sun |
| 10  | Napoli                 | My universe        |